# Philodromus venustus
Philodromus venustus là một loài nhện trong họ Philodromidae.
Loài này thuộc chi Philodromus. Philodromus venustus được Octavius Pickard-Cambridge miêu tả năm 1876.